# Moneten Dvor
Moneten Dvor (Bulgaars: Монетен двор) is het nationale munthuis van Bulgarije. De Munt werd opgericht in 1952 en heeft als enige het recht om munten van de Bulgaarse lev te slaan. Moneten Dvor is gevestigd in Sofia.